# .eg
.eg je internetová národní doména nejvyššího řádu pro Egypt.

## Vyhrazené domény druhého řádu
- eun.eg: Egyptská univerzitní síť
- edu.eg: vzdělávání
- sci.eg: věda
- gov.eg: vláda
- com.eg: komerční stránky
- org.eg: organizace
- net.eg: počítačové sítě
- mil.eg: armáda